# 한국아이닷컴
한국아이닷컴은 데일리한국, 스포츠한국, 주간한국, 골프한국, K그로우 등 다양한 매체의 뉴스를 종합 공급하는 뉴스 포털을 표방하고 있다. 한국일보 및 그 계열사와 옛 계열사에서 발행하는 여러 신문과 잡지를 인터넷에 서비스하는 회사로 시작했다. 옛 명칭은 (주)인터넷한국일보다. 한국아이닷컴(www.hankooki.com)이라는 사이트에서 여러 신문과 잡지를 인터넷에 서비스한다. 한국일보 사태 이후 한국일보 사측이 구성원 몰래 (주)인터넷한국일보 지분 상당부분을 팔아버리는 바람에 한국일보의 자회사 지위에서 벗어난 이후 한국일보가 계약을 해지하면서 지금은 한국일보 기사 콘텐츠는 서비스하고 있지 않다. 이후 (주)인터넷한국일보는 (주)한국미디어네트워크로 사명을 변경하였다.
서울경제와도 컨텐츠 제공계약이 해지되어 서울경제신문 기사컨텐츠는 삭제된 상태다.
이후 한국아이닷컴으로 사명을 다시 변경했다.

## 현재 콘텐츠 서비스 중인 언론 목록
- 데일리한국
- 스포츠한국 : 현재 한국아이닷컴 소유다.
- 주간한국 : 2013년 10월에 인수하여 한국아이닷컴 소유다.
- 골프한국
- K그로우

## 같이 보기
- 대한민국의 기업 목록